# Solvarbo
Solvarbo est une localité de Suède dans la commune de Säter située dans le comté de Dalécarlie.
Sa population était de 313 habitants en 2019.